# 1968年メキシコシティーオリンピックのチュニジア選手団
1968年メキシコシティーオリンピックのチュニジア選手団（1968ねんメキシコシティーオリンピックのチュニジアせんしゅだん）は、1968年10月12日から10月27日にかけてメキシコの首都メキシコシティーで開催された1968年メキシコシティーオリンピックのチュニジア選手団、およびその競技結果。

## 概要
今大会は金メダル1個、銅メダル1個の合計2個のメダルを獲得した。

## メダル
| メダル | 選手名               | 競技 | 種目       |
| ------ | -------------------- | ---- | ---------- |
| 金     | モハメド・ガムーディ | 陸上 | 男子5000m  |
| 銅     | モハメド・ガムーディ | 陸上 | 男子10000m |